# Colpotrochia diabella
Colpotrochia diabella är en stekelart som beskrevs av Ian D. Gauld och Sithole 2002. Colpotrochia diabella ingår i släktet Colpotrochia och familjen brokparasitsteklar. Inga underarter finns listade i Catalogue of Life.